# Francesco degli Atti
Francesco degli Atti (né à Todi en Ombrie, Italie, et mort le 25 août (ou 4 septembre) 1361 à Pont-de-Sorgues) est un cardinal italien.

## Biographie
Francesco degli Atti est nommé évêque de Corfou en 1348 et est transféré la même année à Chiusi. En 1353 il est transféré à Monte Cassino et en 1355 à Florence.
Il est créé cardinal par le pape Innocent VI lors du consistoire du 23 décembre 1356. Il va à Avignon et y devient notamment grand pénitencier.
Comme évêque de Chiusi, il est l'auteur du traité De quarta canonica piorum legatorum debita episcopo, dans lequel il développe des arguments à obtenir un quart des héritages pieux, mais contemporains comme Balde de Ubaldis sont critiques à propos de ces arguments.